# Adolphe Pierre Riffaut
Adolphe Pierre Riffaut, né le 23 juin 1821 à Paris et mort le 10 avril 1859 à Saint-Maurice, est un dessinateur, graveur et un pionnier de la photographie.

## Biographie
Sous le nom de Pierre Riffaut, il présente au Salon de Paris en 1845, une gravure à l'aquatinte d'après Henri Frédéric Schopin. Il est ensuite régulièrement exposé à ce même salon jusqu'à sa mort. Il y présente uniquement des gravures. Son maître semble avoir été Eugène Giraud, mais Louis Marvy et C. Roémhild [?] sont également cités.
Riffaut commença tôt à produire des estampes comme graveur de reproduction, n'utilisant que le métal — il n'existe aucune preuve qu'il ait été lithographe. L'un de ses clients est, à partir de 1840, la revue L'Artiste. L'éditeur Goupil & Rittner fait également appel à lui. En 1852, il achève un album, Portraits des personnages célèbres du XVIe siècle, sous la direction de Paul Gabriel Jules Niel (1800-1872), un ami de Charles Meryon.
Riffaut était devenu un proche d'Augustin François Lemaître, qui fut l'intime de Nicéphore Niépce. Par ce biais, Riffaut devient le collaborateur de Niépce de Saint-Victor, et s'intéresse à la gravure héliographique, avec les frères Bisson et Louis Amédée Mante (1826-1913), spécialistes de la photographie sur acier. Il fonde un atelier avec son épouse, Pauline Riffaut. Les productions commencent en 1853 et sont signées tour à tour des deux Riffaut. L'adresse de l'atelier est au 27 rue de Fleurus.
L'invention est présentée à l'Académie des sciences le 5 octobre 1854. Le journal La Lumière le rapporte, et l'illustre par les gravures produites par le couple Riffaut, dont un portrait de Napoléon III et une vue du palais du Louvre. En janvier 1856, ces deux épreuves susnommées sont republiées par la revue L'Artiste. Le nouveau procédé permet de publier un premier album, Photographie zoologique ou représentation des animaux rares des collections du Muséum d'Histoire Naturelle, avec des dessins d'Achille Devéria et Louis Rousseau, gravés par Riffaut, tirés par Lemercier et les frères Bisson. 
Possiblement après 1855, Riffaut, qui a énormément produit les trois années précédentes, est interné à l'asile de Charenton — de fait, il n'expose pas au Salon en 1856 et 1857 —, où il meurt le 10 avril 1859. Son épouse Pauline, poursuit son activité de graveuse et d'éditrice d'estampes. Au Salon de 1861, deux épreuves sont exposées à titre posthume par Pauline, qui réside alors au 104 rue de l'Ouest, leur dernière adresse. Pauline épouse en secondes noces, en 1869, le sculpteur Alexandre Schoenewerk, qui était un ami de la famille.

## Galerie

Quelques gravures de Riffaut
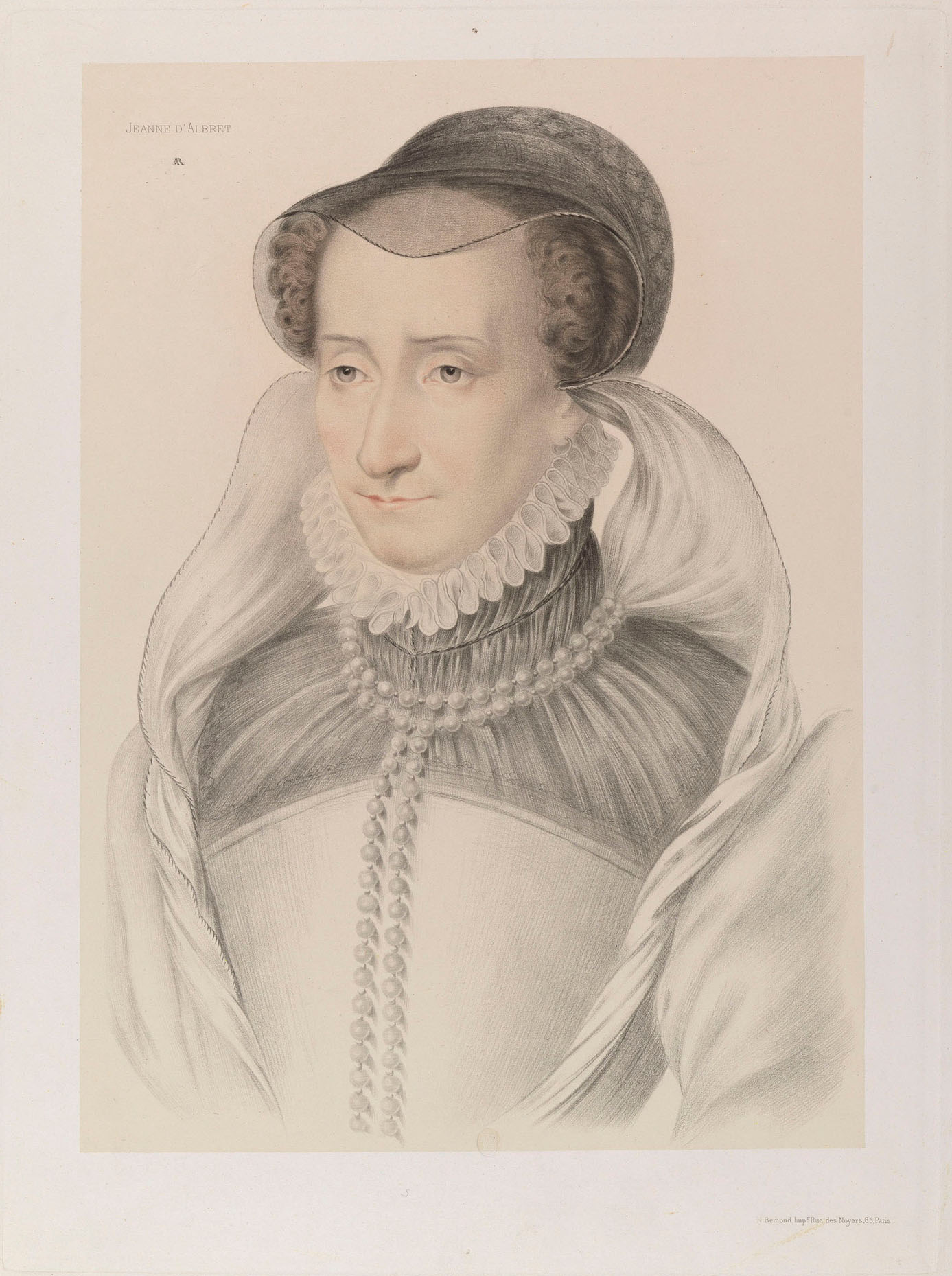
Jeanne d'Albret, d'après Clouet, Salon de 1848.
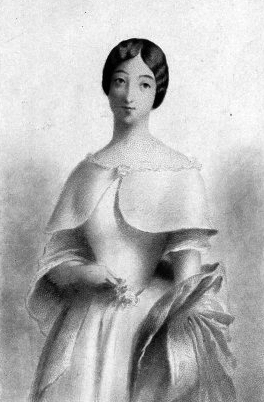
La Dame aux camélias, d'après Chaplin, 1851.
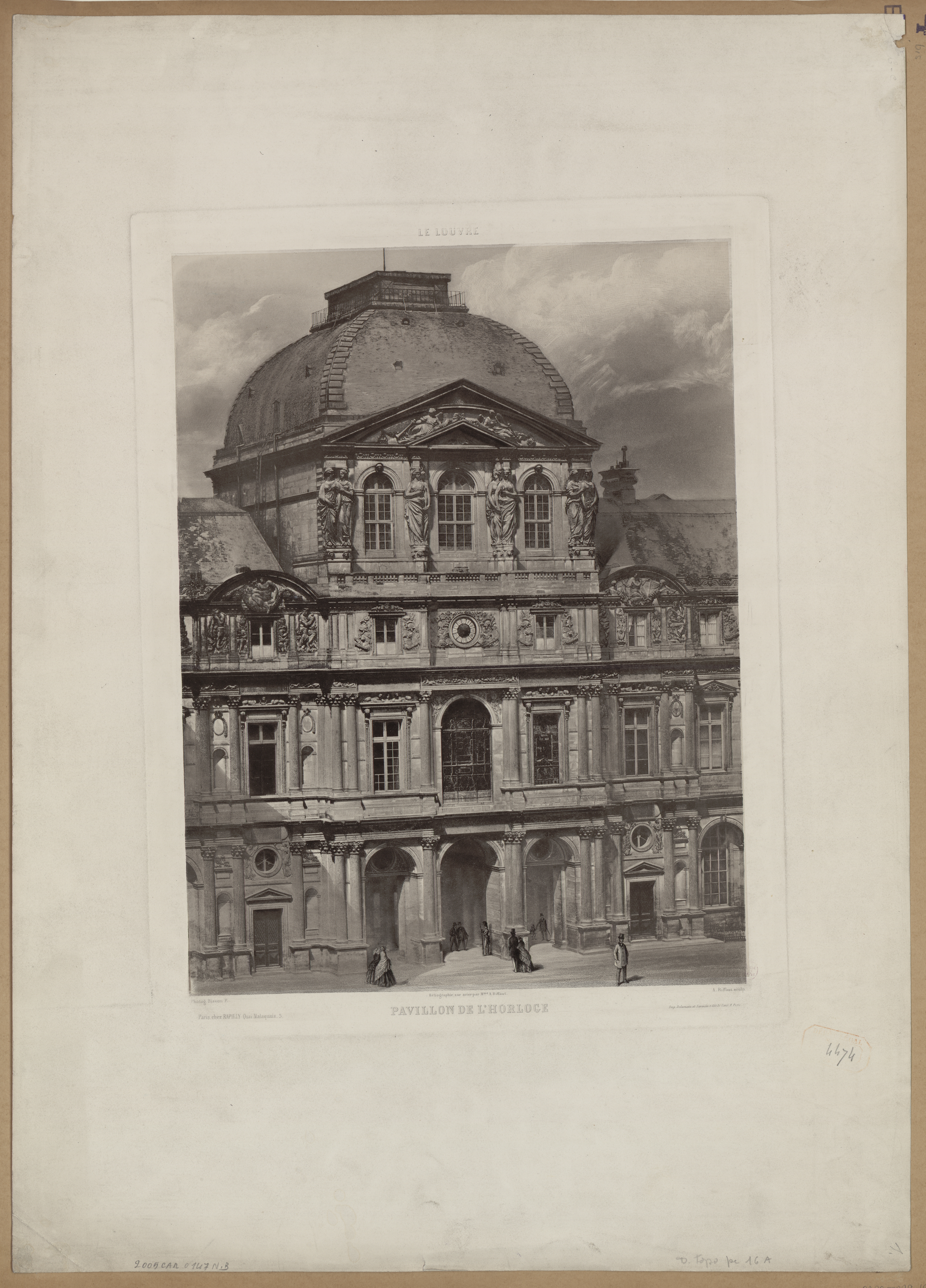
Pavillon de l'Horloge, héliogravure, 1853.